# Majesty of the Seas
Pour le modèle réduit, voir Majesty of the Seas (mini).
Le Majesty of the seas est un navire de croisière construit en 1991 par les Chantiers de l’Atlantique de Saint-Nazaire pour la compagnie Royal Caribbean International.
Il est le dernier paquebot de classe Sovereign encore en service — sous le nom de Majesty of the Oceans —, ses sister-ships Sovereign of the Seas et Monarch of the Seas ayant été démantelés en 2020.

## Histoire
06/12/1988 Quille posée.
25/10/1991 Lancement.
27 mars 1992 Le Majesty Of The Seas est livré (gestion Royal Caribbean Cruises) à Oslo, Norvège.
04/04/1992 Première croisière.
26/04/1992 Baptisé à Miami puis commandé sur les croisières dans les Caraïbes.
janvier 2005 Transféré sous pavillon des Bahamas, port d'attache: Nassau.
14/03/2020 Sa circulation a été suspendue.
28/12/2020 Vendu à Saturn Oceanway Inc, Nassau, Bahamas.
janvier 2021  Rebaptisé Majesty.
Mai 2021 Enregistré comme Majesty Of The Oceans à Nassau, Bahamas. Rebaptisé Majesty of the Oceans.

## Réplique
Un modèle réduit à l'échelle 1/8e a été réalisé dans les années 1990 : mini Majesty of the Seas.